# Lew Welch
Pour les articles homonymes, voir Welch.
Lewis Barret Welch Jr., dit Lew Welch est un poète américain né à Phoenix, Arizona le 16 août 1926 et serait mort en 1971 à Nevada City, Californie. Il est associé à la Beat generation.

## Biographie
Installé avec ses parents en Californie, Lew Welch entre au Reed College en 1948 et y rencontre Gary Snyder et Philip Whalen. Il en sort diplômé en 1950 grâce à une thèse sur Gertrude Stein.
En 1971, alors qu'il résidait chez Gary Snyder, il se serait suicidé. Son corps n'a jamais été retrouvé.
Lew Welch est le personnage de David Wain dans Big Sur de Jack Kerouac.